# Lenta.ru
Lenta.ru é um portal de nótícias e entretenimento da Rússia e que faz parte ao conglomerado Rambler Media Group. O site também é responsável em publicar a parada de vendas e certificações de discos do país.